# Павлович, Владимир Свиридович
Владимир Свиридович Павлович (бел. Уладзімір Свірыдавіч Паўловіч; родился 25 августа 1946 года, Бобы, Пуховичский район, Минская область, СССР) — белорусский физик, доктор физико-математических наук (2000), профессор (2016).

## Биография
Родился в семье рабочего машинотракторной станции. Учился в Блужской средней школе. С 1961 г. в средней школе № 62 г. Минска, которую окончил с серебряной медалью. Окончил Белорусский государственный университет (1969).
С 1969 в Институте физики АН БССР, с 1992 в Институте молекулярной и атомной физики Академии наук Беларуси, в 2007—2008 в Институте физики НАН Беларуси, в 2009—2011 в Институте тепло- и массообмена им. А. В. Лыкова НАН Беларуси. В 2011 в Научно-методическом учреждении БГУ «Республиканский центр проблем человека».
В 2011—2018 профессор Военной академии Республики Беларусь.
Научные работы по спектроскопии, конверсии энергии возбуждения в растворах, биосистемах и полимерных солнечных элементах. Автор около 300 научных публикаций и методических пособий по физике.
Исследует художественное наследие и символику Ф. Скорины, историю белорусского книгопечатания. Пишет стихи и эссе. Публикуется под псевдонимом Уладзя Прон.

## Научная деятельность
Выполнил экспериментальные исследования свойств полярных молекул красителей в стеклующихся средах (N-замещенных фталимидов, рибофлавина, триптофана, каротиноидов, арилэтиленов и арилполиенов, тиопирилотрикарбоцианина, замещенного 4-нитро-1,8-нафталимида —присоединённого к ультрадисперсным наноалмазам посредством длинной алкильной цепочки), а также фуллерена С60 при 77—300 К. Разработал теоретические методы описания их спектрально-люминесцентных свойств, а также свойств неполярных антраценов и фосфоресценции молекулярного кислорода. Создал новую теорию флуктуаций межмолекулярных диполь-дипольных взаимодействий — для полярных и слабо полярных молекул активатора вычислил поле реакции среды Онсагера и его дисперсию как функцию диэлектрической проницаемости и показателя преломления среды. Успешно применил теорию для описания квантового выхода полярных органических соединений, в том числе биологически важных, в различных полярных и неполярных окружениях. Предложил и использовал метод определения постоянных дипольных моментов в возбужденном состоянии по тушению флуоресценции.
Разработал модель хистонных мод. На её основе создал теорию уширения экситонных полос поглощения В800, В850, P960 и P870 пурпурных бактерий, а также теорию переноса электрона в реакционных центрах пурпурных бактерий Rps. viridis, Rb. sphaeroides и других. Продемонстрировал работоспособность хистонной модели в обширном интервале температур — от жидкого гелия до 300 К.

## Награды
- Диплом I степени Победителю конкурса молодых ученых Института физики (1972)
- Лауреат Степановских чтений Института физики (1983)
- Узброеные сілы Рэспублікі Беларусь — граматы: Начальник учреждения образования «Военная академия Республики Беларусь» (2014, 2016)
- Благодарность: Начальник учреждения образования «Военная академия Республики Беларусь» (2018)

## Публикации
Физика
Книга:
- Павлович В. С. Фотопроцессы в биомолекулах, углеродных наночастицах и полимерных солнечных элементах. — Минск: ВА РБ, 2016. — 320 с. — ISBN 978-985-544-456-6

Основные статьи:
- Павлович В. С. Флуктуации локального электрического поля в полярных средах и дисперсия распределения частот электронных переходов примесных полярных молекул // Докл. Акад. наук БССР — 1987. — Т.31, № 5. — С. 412—415.
- Павлович В. С. Причины зависимости длительности затухания и квантового выхода флуоресценции полярных соединений от вязкости и температуры раствора / В. С. Павлович, С. В. Заблоцкий, Л. Г. Пикулик // Журн. прикл. спектр. — 1989. — Т. 50, № 6. — С. 906—912.
- Павлович В. С. Движение диполей гидроксилсодержащего растворителя в сольватных оболочках молекул дифенилполиенов, возбужденных в S1-состояние / В. С. Павлович, С. В. Заблоцкий, Л. Ш. Афанасиади // Хим. физика — 1991. — Т. 10, № 1. — С. 110—120.
- Pavlovich V. S. Hystons, new quasi-particles, and electron transfer in bacterial photosynthesis // Physica E, Low-dimensional Systems and Nanostructures — 2002. — Vol. 14, № 1-2. — P. 282—288.
- Павлович В. С. Модель первичного переноса электрона и связь электронных состояний в реакционных центрах пурпурных бактерий // Журн. прикл. спектр. — 2006. — Т. 73, № 3. — С. 294—303.
- Павлович В. С. Сольватохромное смещение 0-0-полосы фосфоресценции и изменение поляризуемости при переходе a 1 δ g → X 3 Σ g в молекуле кислорода // Журн. прикл. спектр. — 2007. — Т. 74, № 4. — С. 453—459.
- Pavlovich V. S. Solvent polarity effect on excited-state lifetime of carotenoids and some dyes // Biopolymers. — 2006. — Vol. 82, № 4. — P. 435—441.
- Павлович В. С. Спектры поглощения и флуоресценции концентрированных растворов фуллерена С60 в гексане и полистироле при 77-300 К / В. С. Павлович, Э. М. Шпилевский // Журн. прикл. спектр. — 2010. — Т. 77, № 3. — С. 362—369.
- Pavlovich V. S. Solvatochromism and nonradiative decay of intramolecular charge‐transfer excited states: Bands‐of‐Energy model, thermodynamics, and self‐organization // ChemPhysChem. — 2012. — Vol. 13, № 18. — P. 4081-4093
- Pavlovich V. S. Gas-phase energy of the S2←S0 transition and electrostatic properties of the S2 state of carotenoid peridinin via a solvatochromic shift and orientation broadening of the absorption spectrum // Photochem. Photobiol. Sci. — 2014. — Vol. 13, No. 10. — P. 1444—1455.
- Павлович В. С. Фотогальванический эффект, полимерные солнечные элементы и их применение // Вестник ВА РБ — 2014. — № 2 (43). — С. 170—185.
- Павлович В. С. Фотофизические свойства наноалмазов, ковалентно связанных с N-замещенным 1,8-нафталимидом / В. С. Павлович, А. П. Луговский, С. П. Ступак // Журн. прикл. спектр. — 2015. — Т. 82, № 2. — С. 272—277.

Скориноведение и краеведение
Книги:
- Паўловіч У. С. Сімвалічнае і рэальнае на гравюрах Францішка Скарыны: 500 гадоў беларускай друкаванай кнізе. — Мінск: Галіяфы, 2017. — 79 с.
- Паўловіч У. С. Літаратурна-мастацкая творчасць Францішка Скарыны. Дзеля асветы і выхавання моладзі. — Мінск: ВА РБ, 2019. — 126 с.
- Паўловіч У. С. Францішак, мілы Скарына. Да 500-годдзя выхаду ў свет выдання «Малая падарожная кніжыца» (22 студзеня 1522 г.) / У. С. Паўловіч; Рымска-Каталіцкая парафія Святога Сымона і Святой Алены. — Мінск: ІВЦ Мінфіна, 2022. — 136 с.
- Паўловіч У. С. Ігуменшчына. Вёскі Бабы, Берлеж, Блужа і наваколле: Мастацкадакументальны нарыс / Уладзя Прон. — Мінск: Беларуская навука, 2021. — 209 с.

Основные статьи:
- Паўловіч У. С. Свет сімвалаў і знакаў Францішка Скарыны // Навіны Беларускай акадэміі. — 15 сакавіка 1991. — № 10. — С. 5-6.
- Паўловіч У. С. Далучэнне да космасу вялікага асветніка: кніжная графіка Францішка Скарыны: сімвалічнае і рэальнае // Мастацтва. — 1997. — № 8. — С. 2- 9.
- Паўловіч У. С.  Чароўнае святло гравюраў Скарыны // Беларус. думка. — 2000. — № 2. — С.146-155.
- Паўловіч У. С. Літаратурна-мастацкая спадчына Францішка Скарыны і генезіс патрыятызму. Да 500-годдзя беларускай друкаванай кнігі // Вестн. Воен. акад. Респ. Беларусь. — 2017. — № 4. — С. 94-103.
- Паўловіч У. С. Філасофія і этыка Францішка Скарыны як тэстамент сучаснай моладзі // Военное образование: традиции, опыт и современность: материалы XIV Междунар. науч.-метод. конф., Минск, 24 мая 2018 г. / Вооружен. Силы Респ. Беларусь, Воен. акад. Респ. Беларусь; [под общ. ред. О. В. Журавлева]. — Минск, 2018. — С. 313—316.
- Паўловіч У. С. Бабы і Блужа: вёскі Ігуменскага павета і іх наваколле / Уладзя Прон // Маладосць. — 2020. — № 2. — С. 91-99.
- Паўловіч У. С. Два жыцці Беразянкі / Уладзя Прон // Маладосць. — 2020. — № 11. — С. 105—108.
- Паўловіч У. С.  Беларускія хлопцы ў царскай арміі. Фрагменты гісторыі адной сям’і / Уладзя Прон // Маладосць. — 2021. — № 5. — С. 103—109.
- Паўловіч У. С. Кросны матулі / Уладзя Прон // Мастацтва. — 2021. — № 12. — С. 20-24.